# Mascarpa
La Mascarpa (o Mascherpa) è il nome in lombardo per il formaggio che in italiano si chiama "ricotta", è quindi un prodotto caseario, più precisamente un latticino.
Si ottiene con il siero di vacca e di capra e, a volte, una piccola quantità di latte (vaccino o caprino) nella ragione massima del 5-10%.
Il peso delle forme è compreso fra 0,5 kg e 1,5 kg. La pasta è di colore bianco o biancastro è pastosa, con tessitura grumosa e grassa, friabile, cedevole e deformabile. Rispetto alla classica ricotta di latte vaccino è caratterizzata da profumi e sapori leggermente più marcati.

## Zona di produzione
La Valsesia in provincia di Vercelli e tutte le vallate del Nord Est del Piemonte. Molto popolare anche in Valtellina in provincia di Sondrio, specialmente nelle zone della Val Gerola dove ogni anno vengono organizzate sagre e assaggi.
La parola "mascarpa" è ovviamente utilizzata anche nel Canton Ticino, dove si parla una delle varianti della lingua lombarda per denominare la ricotta locale.

## Uso nelle espressioni popolari
Nel dialetto milanese, restare come quelli della mascherpa significa "restare stupefatti, sorpresi". Deriva forse dal fatto che il formaggio venisse portato in città dalle campagne dai contadini e alludeva all'espressione di uno di questi, quando si ritrovò in un'imbarazzante situazione.
L'espressione viene usata nella canzone Faceva il palo (nella banda dell'ortica) di Walter Valdi e Enzo Jannacci.